# Großer Preis von Singapur 2012
Der Große Preis von Singapur 2012 (offiziell 2012 Formula 1 SingTel Singapore Grand Prix) fand am 23. September auf dem Marina Bay Street Circuit in Singapur statt und war das 14. Rennen der Formel-1-Weltmeisterschaft 2012.

## Berichte

### Hintergrund
Nach dem Großen Preis von Italien führte Fernando Alonso in der Fahrerwertung mit 37 Punkten vor Lewis Hamilton und mit 38 Punkten vor Kimi Räikkönen. In der Konstrukteurswertung führte Red Bull-Renault mit 29 Punkten vor McLaren-Mercedes und 46 Punkten vor Ferrari.
Beim Großen Preis von Singapur stellte Pirelli den Fahrern die Reifenmischungen P Zero Soft (gelb) und P Zero Supersoft (rot), sowie für nasse Bedingungen Cinturato Intermediates (grün) und Cinturato Full-Wets (blau) zur Verfügung.
Vor dem Rennen wurde dem kürzlich verstorbenen Sid Watkins mit einer Schweigeminute gedacht. Watkins war von 1978 bis 2004 Chefarzt der FIA für Formel-1-Rennen.
Vor dem Rennwochenende gab es einen Fahrerwechsel: Romain Grosjean kehrte nach seiner Rennsperre planmäßig in das Lotus-Cockpit zurück und löste damit Jérôme D’Ambrosio ab.
Mit Alonso (zweimal), Hamilton und Sebastian Vettel (jeweils einmal) traten drei ehemalige Sieger zu diesem Grand Prix an.
Als Rennkommissare fungierten José Abed (MEX), Garry Connelly (AUS), Allan McNish (GBR) und Nish Shetty (SIN).

### Training
Das erste freie Training fand zunächst auf abtrocknender Strecke statt. Zum Teil verwendeten die Piloten die Intermediates oder Regenreifen. Vettel war der schnellste Pilot vor den McLaren-Piloten Jenson Button und Hamilton. In diesem Training übernahm Qing Hua Ma den HRT von Narain Karthikeyan.
Im zweiten Training blieben die ersten zwei Positionen unverändert. Die dritte Position ging an Alonso. Die einzige Trainingsunterbrechung am Freitag löste Bruno Senna aus, der sich nach einer Mauerberührung die Hinterradaufhängung brach. Das Training wurde zur Fahrzeugbergung unterbrochen.
Auch im dritten Training fuhr Vettel die schnellste Zeit. Zweiter wurde diesmal Hamilton vor Alonso. Das Training wurde nach einem Unfall von Witali Petrow zwei Minuten vor dem planmäßigen Ende abgebrochen. Sergio Pérez und Mark Webber fielen ebenfalls durch Mauerberührungen auf. Charles Pic überholte nach Abbruch des Trainings einen Gegner unter roten Flaggen. Pic wurde daher von den Rennkommissaren mit einer Zeitstrafe von 20 Sekunden für das Rennklassement belegt.

### Qualifying
Im ersten Abschnitt des Qualifyings war Grosjean der schnellste Fahrer. Die HRT-, Marussia- und Caterham-Piloten sowie Kamui Kobayashi schieden aus. Im zweiten Abschnitt lag Hamilton vorne. Die Toro Rosso-Piloten sowie Senna, Pérez, Felipe Massa, Räikkönen und Nico Hülkenberg schieden aus. Im dritten Abschnitt behielt Hamilton die Führung und sicherte sich die Pole-Position vor Pastor Maldonado und Vettel.
Da die Mercedes-Piloten im letzten Abschnitt auf das setzen einer Zeit verzichteten und nur eine In- und Out-Runde fuhren, entschied ihre Startnummer über die Startposition. Damit hatte der Verzicht von Nico Rosberg auf die niedrigere Startnummer erstmals eine Auswirkung. Michael Schumacher bat bei seiner Rückkehr zu Mercedes darum, die ungerade Startnummer zu erhalten und Rosberg überließ sie ihm.
Aufgrund von Getriebewechseln wurden Senna und Pedro de la Rosa in der Startaufstellung um fünf Positionen nach hinten versetzt.

### Rennen
Bereits beim Start gingen Vettel und Button am zweitplatzierten Maldonado vorbei. Hamilton behielt die Führung. In der Anfangsphase gab es mehrere Berührungen und Duelle, es schied aber kein Pilot aus. Schumacher und Rosberg lieferten sich auf dem Raffles-Boulevard ein teaminternes Duell, bei dem sich Rosberg durchsetzte. Die beiden Caterham-Piloten Kovalainen und Petrow berührten sich, wobei Petrow seinen Frontflügel verlor und zur Reparatur an die Box musste. Darüber hinaus erlitt Massa in der ersten Runde einen Reifenschaden, der einen Boxenstopp notwendig machte, und Senna beschädigte sich seinen Frontflügel. Die Rennleitung sah alle Zwischenfälle in der Anfangsphase als normale Rennunfälle an und verhängte keine Strafen.
Währenddessen setzen sich Hamilton und Vettel zunächst an der Spitze vom restlichen Feld ab. Button machte jedoch wieder Boden gut, als bei seinen Kontrahenten der Reifenabbau stärker voranschritt als bei ihm. Zunächst ging Vettel an die Box, dann Hamilton. Während Vettel hinter mehreren Konkurrenten zurück auf die Strecke kam und diese zunächst überholte, hatte Hamilton freie Bahn. Button blieb vier Runden länger auf der Strecke und gab die Führung nach seinem Boxenstopp wieder an Hamilton ab. Er blieb vor Maldonado, Hamilton und Vettel lagen aber weiterhin vor ihm.
In der 23. Runde kam es zu einem Führungswechsel. Hamilton, der bis zu diesem Zeitpunkt stets einen sicheren Vorsprung auf Vettel gehabt hatte, erlitt einen Getriebeschaden und fiel aus. McLaren wusste bereits vor dem Rennen, dass es ein Problem mit dem Getriebe geben könnte und Hamilton bestätigte, dass bei seinem Fahrzeug drei oder vier Runden vor dem Ausfall Schaltprobleme anfingen.
Bei den zweiten Boxenstopps gingen Maldonado und Alonso, die sich im Kampf um die vierte Position befanden, gleichzeitig an die Box. Die Plätze blieben unverändert. Allerdings wechselte Alonso auf die härtere Reifenmischung, während Maldonado sich für die weichere entschied. Wenig später hatte Karthikeyan einen Unfall im Tunnel unter der Tribüne, was eine Safety-Car-Phase auslöste. Vettel und Button gingen an die Box und absolvierten ihren zweiten Stoppe. Maldonado ging ein weiteres Mal zum Reifenwechsel, bevor er noch während der Safety-Car-Phase mit Hydraulikproblemen aufgab. Kurz vor dem Restart kam es beinahe zu einer Kollision zwischen Vettel und Button, da es zu einem Missverständnis beim Reifenaufwärmen kam.
Noch während der ersten Runde nach dem Restart wurde eine weitere Safety-Car-Phase notwendig, da Schumacher und Jean-Éric Vergne kollidiert waren. Schumacher bremste zu spät und fuhr Vergne ins Heck. Die Rennkommissare sahen die Schuld für diesen Unfall bei Schumacher und bestraften ihn für das kommende Rennen mit einer Rückversetzung um zehn Positionen in der Startaufstellung. In dieser Safety-Car-Phase gingen erneut mehrere Fahrer an die Box. Die ersten drei – Vettel, Button und Alonso – blieben aber auf der Strecke.
Nach dem Restart wagte Massa auf der Anderson Bridge ein Überholmanöver gegen Senna. Massa quetschte sich an seinem Gegner vorbei, wobei sich beide Fahrzeuge berührten. Es entstanden aber keine Schäden und es gab auch keine Untersuchung durch die Rennleitung. Während Massa kurz darauf auch an Daniel Ricciardo vorbeifuhr, setzte sich Vettel zunächst an der Spitze leicht von Button ab. Wenig später kam es zu Zwischenfällen mit Pérez, Hülkenberg und Kobayashi: Pérez setzte sich mit einem harten Manöver neben Hülkenberg und beschädigte sich dabei seinen Frontflügel. Kurz darauf versuchte Hülkenberg Pérez Teamkollegen Kobayashi zu überholen. Dabei beschädigte sich Kobayashi seinen Frontflügel und Hülkenberg seinen Reifen. Beide mussten zu Reparaturstopps an die Box. Kurz vor dem Ende des Rennens stellte Senna sein Fahrzeug ab, er wurde allerdings gewertet.
Das Rennen wurde nach 59 von 61 geplanten Runden beendet, da das Zeitlimit von zwei Stunden erreicht worden war. Vettel gewann vor Button und Alonso. Es war Vettels zweiter Saisonsieg nach dem Großen Preis von Bahrain und der 23. seiner Karriere.
Auf dem vierten Platz folgte Paul di Resta, der damit sein bis dahin bestes Resultat in der Formel 1 erzielte. Die weiteren Punkte gingen an Rosberg, Räikkönen, Grosjean, Massa, Ricciardo und Pérez.
Während die ersten drei Positionen in der Weltmeisterschaft bei den Konstrukteuren unverändert blieben, tauschten in der Fahrerwertung auf den vorderen Positionen Vettel und Hamilton die Plätze, wodurch Vettel zum direkten Verfolger Alonsos wurde.

## Meldeliste
| Team                          | Nr. | Fahrer             | Chassis           | Motor                | Reifen |
| ----------------------------- | --- | ------------------ | ----------------- | -------------------- | ------ |
| Red Bull Racing               | 01  | Sebastian Vettel   | Red Bull RB8      | Renault 2.4 V8       | P      |
| Red Bull Racing               | 02  | Mark Webber        | Red Bull RB8      | Renault 2.4 V8       | P      |
| Vodafone McLaren Mercedes     | 03  | Jenson Button      | McLaren MP4-27    | Mercedes-Benz 2.4 V8 | P      |
| Vodafone McLaren Mercedes     | 04  | Lewis Hamilton     | McLaren MP4-27    | Mercedes-Benz 2.4 V8 | P      |
| Scuderia Ferrari              | 05  | Fernando Alonso    | Ferrari F2012     | Ferrari 2.4 V8       | P      |
| Scuderia Ferrari              | 06  | Felipe Massa       | Ferrari F2012     | Ferrari 2.4 V8       | P      |
| Mercedes AMG Petronas F1 Team | 07  | Michael Schumacher | Mercedes F1 W03   | Mercedes-Benz 2.4 V8 | P      |
| Mercedes AMG Petronas F1 Team | 08  | Nico Rosberg       | Mercedes F1 W03   | Mercedes-Benz 2.4 V8 | P      |
| Lotus F1 Team                 | 09  | Kimi Räikkönen     | Lotus E20         | Renault 2.4 V8       | P      |
| Lotus F1 Team                 | 10  | Romain Grosjean    | Lotus E20         | Renault 2.4 V8       | P      |
| Sahara Force India F1 Team    | 11  | Paul di Resta      | Force India VJM05 | Mercedes-Benz 2.4 V8 | P      |
| Sahara Force India F1 Team    | 12  | Nico Hülkenberg    | Force India VJM05 | Mercedes-Benz 2.4 V8 | P      |
| Sauber F1 Team                | 14  | Kamui Kobayashi    | Sauber C31        | Ferrari 2.4 V8       | P      |
| Sauber F1 Team                | 15  | Sergio Pérez       | Sauber C31        | Ferrari 2.4 V8       | P      |
| Scuderia Toro Rosso           | 16  | Daniel Ricciardo   | Toro Rosso STR7   | Ferrari 2.4 V8       | P      |
| Scuderia Toro Rosso           | 17  | Jean-Éric Vergne   | Toro Rosso STR7   | Ferrari 2.4 V8       | P      |
| Williams F1 Team              | 18  | Pastor Maldonado   | Williams FW34     | Renault 2.4 V8       | P      |
| Williams F1 Team              | 19  | Bruno Senna        | Williams FW34     | Renault 2.4 V8       | P      |
| Caterham F1 Team              | 20  | Heikki Kovalainen  | Caterham CT01     | Renault 2.4 V8       | P      |
| Caterham F1 Team              | 21  | Witali Petrow      | Caterham CT01     | Renault 2.4 V8       | P      |
| HRT F1 Team                   | 22  | Pedro de la Rosa   | HRT F112          | Cosworth 2.4 V8      | P      |
| HRT F1 Team                   | 23  | Qing Hua Ma        | HRT F112          | Cosworth 2.4 V8      | P      |
| HRT F1 Team                   | 23  | Narain Karthikeyan | HRT F112          | Cosworth 2.4 V8      | P      |
| Marussia F1 Team              | 24  | Timo Glock         | Marussia MR01     | Cosworth 2.4 V8      | P      |
| Marussia F1 Team              | 25  | Charles Pic        | Marussia MR01     | Cosworth 2.4 V8      | P      |

Anmerkungen
1. 1 2  Ma fuhr den HRT mit der Nummer 23 im ersten freien Training. Karthikeyan übernahm das Fahrzeug anschließend für das restliche Rennwochenende.

## Klassifikationen

### Qualifying
| Pos.                                                                      | Fahrer             | Konstrukteur         | Q1       | Q2         | Q3         | Start |
| ------------------------------------------------------------------------- | ------------------ | -------------------- | -------- | ---------- | ---------- | ----- |
| 01                                                                        | Lewis Hamilton     | McLaren-Mercedes     | 1:48,285 | 1:46,665   | 1:46,362   | 01    |
| 02                                                                        | Pastor Maldonado   | Williams-Renault     | 1:49,494 | 1:47,602   | 1:46,804   | 02    |
| 03                                                                        | Sebastian Vettel   | Red Bull-Renault     | 1:48,240 | 1:46,791   | 1:46,905   | 03    |
| 04                                                                        | Jenson Button      | McLaren-Mercedes     | 1:49,381 | 1:47,661   | 1:46,939   | 04    |
| 05                                                                        | Fernando Alonso    | Ferrari              | 1:49,391 | 1:47,567   | 1:47,216   | 05    |
| 06                                                                        | Paul di Resta      | Force India-Mercedes | 1:48,028 | 1:47,667   | 1:47,241   | 06    |
| 07                                                                        | Mark Webber        | Red Bull-Renault     | 1:48,717 | 1:47,513   | 1:47,475   | 07    |
| 08                                                                        | Romain Grosjean    | Lotus-Renault        | 1:47,688 | 1:47,529   | 1:47,788   | 08    |
| 09                                                                        | Michael Schumacher | Mercedes             | 1:49,546 | 1:47,823   | keine Zeit | 09    |
| 10                                                                        | Nico Rosberg       | Mercedes             | 1:49,463 | 1:47,943   | keine Zeit | 10    |
| 11                                                                        | Nico Hülkenberg    | Force India-Mercedes | 1:49,547 | 1:47,975   | –          | 11    |
| 12                                                                        | Kimi Räikkönen     | Lotus-Renault        | 1:48,169 | 1:48,261   | –          | 12    |
| 13                                                                        | Felipe Massa       | Ferrari              | 1:49,767 | 1:48,344   | –          | 13    |
| 14                                                                        | Sergio Pérez       | Sauber-Ferrari       | 1:49,055 | 1:48,505   | –          | 14    |
| 15                                                                        | Daniel Ricciardo   | Toro Rosso-Ferrari   | 1:49,023 | 1:48,774   | –          | 15    |
| 16                                                                        | Jean-Éric Vergne   | Toro Rosso-Ferrari   | 1:49,564 | 1:48,849   | –          | 16    |
| 17                                                                        | Bruno Senna        | Williams-Renault     | 1:49,809 | keine Zeit | –          | 22    |
| 18                                                                        | Kamui Kobayashi    | Sauber-Ferrari       | 1:49,933 | –          | –          | 17    |
| 19                                                                        | Witali Petrow      | Caterham-Renault     | 1:50,846 | –          | –          | 18    |
| 20                                                                        | Heikki Kovalainen  | Caterham-Renault     | 1:51,137 | –          | –          | 19    |
| 21                                                                        | Timo Glock         | Marussia-Cosworth    | 1:51,370 | –          | –          | 20    |
| 22                                                                        | Charles Pic        | Marussia-Cosworth    | 1:51,762 | –          | –          | 21    |
| 23                                                                        | Narain Karthikeyan | HRT-Cosworth         | 1:52,372 | –          | –          | 23    |
| 24                                                                        | Pedro de la Rosa   | HRT-Cosworth         | 1:53,355 | –          | –          | 24    |
| 107-Prozent-Zeit: 1:55,226 min (bezogen auf Q1-Bestzeit von 1:47,688 min) |                    |                      |          |            |            |       |

Anmerkungen
1. ↑  Senna wurde aufgrund eines Getriebewechsels um fünf Positionen nach hinten versetzt.
2. ↑  de la Rosa wurde aufgrund eines Getriebewechsels um fünf Positionen nach hinten versetzt.

1. 1 2 3 4 5 6 7 8 9 10 11 12 13 14 15 16 17 18 19 20  Rennwagen mit KERS

### Rennen
| Pos. | Fahrer             | Konstrukteur         | Runden | Stopps | Zeit        | Start | Schnellste Runde |
| ---- | ------------------ | -------------------- | ------ | ------ | ----------- | ----- | ---------------- |
| 01   | Sebastian Vettel   | Red Bull-Renault     | 59     | 2      | 2:00:26,144 | 03    | 1:52,134 (50.)   |
| 02   | Jenson Button      | McLaren-Mercedes     | 59     | 2      | + 8,959     | 04    | 1:52,625 (47.)   |
| 03   | Fernando Alonso    | Ferrari              | 59     | 2      | + 15,227    | 05    | 1:52,709 (53.)   |
| 04   | Paul di Resta      | Force India-Mercedes | 59     | 2      | + 19,063    | 06    | 1:52,931 (54.)   |
| 05   | Nico Rosberg       | Mercedes             | 59     | 2      | + 34,784    | 10    | 1:53,897 (55.)   |
| 06   | Kimi Räikkönen     | Lotus-Renault        | 59     | 2      | + 35,759    | 12    | 1:53,785 (53.)   |
| 07   | Romain Grosjean    | Lotus-Renault        | 59     | 2      | + 36,698    | 08    | 1:54,123 (56.)   |
| 08   | Felipe Massa       | Ferrari              | 59     | 3      | + 42,829    | 13    | 1:53,997 (47.)   |
| 09   | Daniel Ricciardo   | Toro Rosso-Ferrari   | 59     | 2      | + 45,820    | 15    | 1:54,267 (53.)   |
| 10   | Sergio Pérez       | Sauber-Ferrari       | 59     | 2      | + 50,619    | 14    | 1:53,726 (53.)   |
| 11   | Mark Webber        | Red Bull-Renault     | 59     | 3      | + 1:07,175  | 07    | 1:52,778 (51.)   |
| 12   | Timo Glock         | Marussia-Cosworth    | 59     | 2      | + 1:31,918  | 20    | 1:56,057 (30.)   |
| 13   | Kamui Kobayashi    | Sauber-Ferrari       | 59     | 3      | + 1:37,141  | 17    | 1:51,690 (52.)   |
| 14   | Nico Hülkenberg    | Force India-Mercedes | 59     | 3      | + 1:39,413  | 11    | 1:51,033 (52.)   |
| 15   | Heikki Kovalainen  | Caterham-Renault     | 59     | 3      | + 1:47,967  | 19    | 1:55,233 (48.)   |
| 16   | Charles Pic        | Marussia-Cosworth    | 59     | 2      | + 2:12,925  | 21    | 1:56,486 (37.)   |
| 17   | Pedro de la Rosa   | HRT-Cosworth         | 58     | 3      | + 1 Runde   | 24    | 1:57,671 (48.)   |
| 18   | Bruno Senna        | Williams-Renault     | 57     | 3      | DNF         | 22    | 1:53,610 (27.)   |
| 19   | Witali Petrow      | Caterham-Renault     | 57     | 4      | + 2 Runden  | 18    | 1:55,140 (44.)   |
| –    | Jean-Éric Vergne   | Toro Rosso-Ferrari   | 38     | 2      | DNF         | 16    | 1:53,510 (28.)   |
| –    | Michael Schumacher | Mercedes             | 38     | 2      | DNF         | 09    | 1:56,047 (26.)   |
| –    | Pastor Maldonado   | Williams-Renault     | 36     | 3      | DNF         | 02    | 1:55,120 (27.)   |
| –    | Narain Karthikeyan | HRT-Cosworth         | 30     | 1      | DNF         | 23    | 1:58,507 (26.)   |
| –    | Lewis Hamilton     | McLaren-Mercedes     | 22     | 1      | DNF         | 01    | 1:55,541 (14.)   |

Anmerkungen
1. ↑  Webber wurde nach dem Rennen mit einer Zeitstrafe von 20 Sekunden belegt, da er durch das Verlassen der Strecke einen Vorteil erhalten hatte.
2. ↑  Pic wurde nach dem Rennen mit einer Zeitstrafe von 20 Sekunden belegt, da er im dritten freien Training unter roten Flaggen überholt hatte.

1. 1 2 3 4 5 6 7 8 9 10 11 12 13 14 15 16 17 18 19 20  Rennwagen mit KERS

## WM-Stände nach dem Rennen
Die ersten zehn des Rennens bekamen 25, 18, 15, 12, 10, 8, 6, 4, 2 bzw. 1 Punkt(e).

### Fahrerwertung
| Pos. | Fahrer             | Konstrukteur         | Punkte |
| ---- | ------------------ | -------------------- | ------ |
| 01   | Fernando Alonso    | Ferrari              | 194    |
| 02   | Sebastian Vettel   | Red Bull-Renault     | 165    |
| 03   | Kimi Räikkönen     | Lotus-Renault        | 149    |
| 04   | Lewis Hamilton     | McLaren-Mercedes     | 142    |
| 05   | Mark Webber        | Red Bull-Renault     | 132    |
| 06   | Jenson Button      | McLaren-Mercedes     | 119    |
| 07   | Nico Rosberg       | Mercedes             | 93     |
| 08   | Romain Grosjean    | Lotus-Renault        | 82     |
| 09   | Sergio Pérez       | Sauber-Ferrari       | 66     |
| 10   | Felipe Massa       | Ferrari              | 51     |
| 11   | Paul di Resta      | Force India-Mercedes | 44     |
| 12   | Michael Schumacher | Mercedes             | 43     |
| 13   | Kamui Kobayashi    | Sauber-Ferrari       | 35     |

| Pos. | Fahrer             | Konstrukteur         | Punkte |
| ---- | ------------------ | -------------------- | ------ |
| 14   | Nico Hülkenberg    | Force India-Mercedes | 31     |
| 15   | Pastor Maldonado   | Williams-Renault     | 29     |
| 16   | Bruno Senna        | Williams-Renault     | 25     |
| 17   | Jean-Éric Vergne   | Toro Rosso-Ferrari   | 8      |
| 18   | Daniel Ricciardo   | Toro Rosso-Ferrari   | 6      |
| 19   | Timo Glock         | Marussia-Cosworth    | 0      |
| 20   | Heikki Kovalainen  | Caterham-Renault     | 0      |
| 21   | Witali Petrow      | Caterham-Renault     | 0      |
| 22   | Jérôme D’Ambrosio  | Lotus-Renault        | 0      |
| 23   | Charles Pic        | Marussia-Cosworth    | 0      |
| 24   | Narain Karthikeyan | HRT-Cosworth         | 0      |
| 25   | Pedro de la Rosa   | HRT-Cosworth         | 0      |

### Konstrukteurswertung
| Pos. | Konstrukteur     | Punkte |
| ---- | ---------------- | ------ |
| 01   | Red Bull-Renault | 297    |
| 02   | McLaren-Mercedes | 261    |
| 03   | Ferrari          | 245    |
| 04   | Lotus-Renault    | 231    |
| 05   | Mercedes         | 136    |
| 06   | Sauber-Ferrari   | 101    |

| Pos. | Konstrukteur         | Punkte |
| ---- | -------------------- | ------ |
| 07   | Force India-Mercedes | 75     |
| 08   | Williams-Renault     | 54     |
| 09   | Toro Rosso-Ferrari   | 14     |
| 10   | Marussia-Cosworth    | 0      |
| 11   | Caterham-Renault     | 0      |
| 12   | HRT-Cosworth         | 0      |